# Frihetens skugga
Frihetens skugga (originaltitel: Frihedens skygge) är en dansk-svensk TV-serie i fyra delar från 1994, regisserad av Birger Larsen. I rollerna ses bland andra Frits Helmuth, Björn Kjellman och Sten Ljunggren.

## Handling
Del 1
Lasse har suttit i danskt fängelse, dömd för ett dråp han säger sig vara oskyldig till. Han friges och vill bege sig till Sverige för att börja om. Samtidigt är den pensionerade danske kriminalkommissarien Svend Gabrielsen också på resa till Sverige. Ett brutalt mord begås samma dag i Köpenhamn. Vem är den skyldige?
Del 2
Lasse har återvänt till Sverige och fått arbete i den småländska skogen. Han ser ljust på framtiden till dess han får veta att han är eftersökt av dansk och svensk polis för mordet på en bankdirektör.
Del 3
Det går upp för Lasse att ingen kan ge honom alibi för natten då bankdirektören blev mördad. Kriminalkommissarie Erik Svane och hans svenske kollega, Mats Nurminen, är honom hack i häl.
Del 4
Ytterligare ett mord begås i Köpenhamn. Frank Søndergård har nåtts av nya upplysningar från Portugal. Lasse har träfat Monica och kärleken spirar.

## Taglines
- Danmark... Finns väl för fan ingen skog i Danmark!
(Roland Hedlunds replik sedan Lasse förklarat att han jobbat i skogen även i Danmark)
- Ja, det är ju inte New York direkt.
- Nää, men vi lever ju.
(Svensk polis som vansinnesskjutsat dansk polis till brottsorten)

## Rollista
- Frits Helmuth – Svend Gabrielsen
- Björn Kjellman – Lasse Eriksson
- Sten Ljunggren – Thomas Gustafsson
- Vigga Bro – Gudrun Gabrielsen
- Preben Harris – Rudolf Kure
- Birgitte Simonsen	– fru Danbo
- Maria Kulle – syster Karin
- Nonny Sand – damen i hamnen
- Erik Wedersøe – Erik Svane
- Peter Mygind – Frank Søndergård
- Michellebjørn Andersen – sekreteraren
- John Hahn-Petersen – rättsläkaren
- Mette Munk Plum – Louise
- Søren Christensen – Bjørn
- Finn Nielsen – fängelseinspektören
- Paprika Steen – flickan i baren
- Thomas Bo Larsen – pojke 1
- Peter Reim – pojke 2
- Anton Erik Kraft – Gammelelven
- Mogens Rex
- Stig Hoffmeyer – Birk, kriminalinspektör
- Troels Munk – Gammelgård, tekniker
- Søren Sætter-Lassen – Kures son
- Thomas Ungewitter	– förmannen
- Michael Carøe – röst
- Björn Åkesson – Albert, skogsarbetare
- Roland Hedlund – skogsförmannen
- Marie Göranzon – Birgitta Gustafsson
- Malin Berghagen – Monica Gustafsson
- Krister Henriksson – Mats Nurminen
- Henric Holmberg – Blomgren, polis
- Håkan Mohede – poliskonstapeln
- Bo Christer Hjelte – prästen
- Pär Ericson – Rune Gustafsson
- Karin Ekström – Gunilla Gustafsson
- Lars Liffert – bankassistenten
- Bendt Hildebrandt – bankfullmäktige
- Morten Iversen – polisassistenten
- Torben Jensen	– säkerhetschefen
- Holger Vistisen – säkerhetschefens assistent
- Lars Green – doktor Wamström
- Joakim Narin – kyparen
- Ole Emil Riisager – speakern
- Michaela H. Pedersen – blomsterflickan

## Om serien
Frihetens skugga producerades av Sven Clausen och Tommy Starck för Danmarks Radio, Sveriges Television AB TV2 och Nordiska TV-samarbetsfonden. Den spelades in i bland annat Issjöa och Käskehult i Kronobergs län och Virserum i Kalmar län. Serien bygger på Erik Otto Larsens roman Manden der holdt op med at smile , vilken omarbetades till TV-manus av Jörn O. Jensen och Larsen. Serien fotades av Richard Lindström och klipptes av Thomas Krag. Första avsnittet visades i dansk TV den 30 oktober 1994 och i svensk TV den 2 november samma år.